# Costa Pereira
Alberto da Costa Pereira  (Nacala, África Oriental Portuguesa, 22 de diciembre de 1929-Lisboa, Portugal, 25 de octubre de 1990), más conocido como Costa Pereira, fue un jugador y entrenador de fútbol portugués de origen africano, en lo que hoy es Mozambique. En su etapa como jugador profesional se desempeñaba como guardameta.

## Selección nacional
Fue internacional con la selección de fútbol de Portugal en 22 ocasiones.

## Clubes

### Como jugador
| Club                            | País                       | Año       |
| ------------------------------- | -------------------------- | --------- |
| Ferroviário de Lourenço Marques | África Oriental Portuguesa | 1951-1954 |
| Benfica                         | Portugal                   | 1954-1967 |

### Como entrenador
| Club  | País     | Año       |
| ----- | -------- | --------- |
| Braga | Portugal | 1969-1970 |

## Palmarés

### Campeonatos nacionales
| Título           | Club       | País     | Año  |
| ---------------- | ---------- | -------- | ---- |
| Primeira Divisão | SL Benfica | Portugal | 1955 |
| Copa de Portugal | SL Benfica | Portugal | 1955 |
| Primeira Divisão | SL Benfica | Portugal | 1957 |
| Copa de Portugal | SL Benfica | Portugal | 1957 |
| Copa de Portugal | SL Benfica | Portugal | 1959 |
| Primeira Divisão | SL Benfica | Portugal | 1960 |
| Primeira Divisão | SL Benfica | Portugal | 1961 |
| Copa de Portugal | SL Benfica | Portugal | 1962 |
| Primeira Divisão | SL Benfica | Portugal | 1963 |
| Primeira Divisão | SL Benfica | Portugal | 1964 |
| Copa de Portugal | SL Benfica | Portugal | 1964 |
| Primeira Divisão | SL Benfica | Portugal | 1965 |
| Primeira Divisão | SL Benfica | Portugal | 1967 |

### Copas internacionales
| Título                      | Club       | Sede                     | Año  |
| --------------------------- | ---------- | ------------------------ | ---- |
| Copa de Campeones de Europa | SL Benfica | Berna (Suiza)            | 1961 |
| Copa de Campeones de Europa | SL Benfica | Ámsterdam (Países Bajos) | 1962 |

### Distinciones individuales
| Distinción                      | Año  |
| ------------------------------- | ---- |
| Parte del World Soccer World XI | 1965 |